# Заповідник Екебю
Запові́дник Е́кебю (швед. Ekeby naturreservat) — природний заповідник у Швеції, розташований на теренах комуни Гнеста в лені Седерманланд. Заснований 19 грудня 2011 року задля комплексної охорони екосистем хвойного лісу. Площа охоронюваної території складає 97,6 га, з яких 0,72 га займають водойми, а 89 га припадає на ялинник. Входить до складу європейської природоохоронної мережі Natura 2000.

## Флора
Терени заповідника Екебю лежать у не сильно пересіченій місцевості на схилах невисоких пагорбів з відслоненнями гірських порід. Майже усю охоронну зону займає ялиновий ліс, через який протікає річка. На скелястих ділянках розвинуті сосняки, які на відслоненнях рідшають і утворюють невеликі за площею прогалини. Як сосновий, так і ялиновий ліси Екебю за віком належать до спілих чи перестійних. Саме ця особливість стала вирішальною для заповідання, адже в сучасній Швеції раціональне лісокористування призвело до того, що більшість дерев вирубують у зрілому віці, а доглядають за молодими насадженнями, тому деякі види рослин і тварин, характерні для екосистем у завершальній стадії розвитку в країні стали рідкісними.
На відміну від цих культурних та напівкультурних насаджень ліси заповідника Екебю не вирізняються густим підліском. Молодих дерев і кущів у них мало, натомість добре розвинений трав'яний покрив. У ялиннику його утворюють майже виключно чорниця і зелені мохи, у сосняку, де сухіше і більше світла, умови сприяють розвиткові злаків. Тут окрім трави багато білих лишайників, що особливо густо вкривають скелясті поверхні. Також в лісах обох типів чимало грибів. Ще одна їхня особливість — наявність мертвих дерев, які стають прихистком для деяких видів комах. Серед рідкісних рослин у заповіднику трапляється непоказна північна орхідея гудієра повзуча, влітку тут рясно квітне жовтяниця черговолиста.

## Фауна
Тваринний світ заповідника Екебю, з одного боку, не надто різноманітний, що обумовлено його малою площею, з іншого боку, його фауна включає цінні види, які у Швеції останнім часом зникають. Найбільш помітні тут дрібні птахи, яких до охоронної зони привертає не тільки наявність зручних місць для гніздування, але й багата кормова база, як от личинки деревних жуків, короїдів тощо. Серед пернатих мешканців найчастіше трапляються синиці і чорна жовна. З ссавців у заповіднику спостерігали білих зайців.

## Туристична інфраструктура
Заповідник Екебю лежить за 3 км на південний захід від комуни Гнеста. Повз нього проходить автомобільний шлях 830, який огинає заповідник з півночі на відстані 1,5—3 км від кордонів. На цій дорозі розташовані дві автобусні зупинки, які обслуговує один автобус (№ 514). До послуг відвідувачів поблизу в'їзду до охоронної зони облаштована автомобільна стоянка, але через заповідну територію прокладено лише пішохідну туристичну стежку.
Відвідування території Екебю вільне, влітку в охоронній зоні дозволено збирати гриби, ягоди і квіти для власних потреб. Водночас, заборонено руйнувати біотопи комах (в першу чергу, мертві дерева), збирати мохи, лишайники та інші рослини, розбивати намети. В майбутньому адміністрація установи планує створювати в Екебю контрольовані пожежі. В минулому лісові пожежі, що виникали від блискавки, були звичайним природним явищем, тому деякі види рослин пристосовані до розповсюдження насіння саме в умовах вигорілого лісу. Сучасна охорона лісів запобігає поширенню пожеж, тому такі рослини опинились під загрозою вимирання.